# 2999 Dante
2999 Dante è un asteroide della fascia principale. Scoperto nel 1981, presenta un'orbita caratterizzata da un semiasse maggiore pari a 2,2704399 UA e da un'eccentricità di 0,1062635, inclinata di 6,76971° rispetto all'eclittica.
Il nome dell'asteroide è dedicato a Dante Alighieri.